# Sándor Szobolevszky
Sándor Szobolevszky (ur. w 1907 w Budapeszcie, zm. w grudniu 1946 w Szigetszentmiklósie) – węgierski bokser, srebrny medalista mistrzostw Europy z roku 1930, olimpijczyk z Amsterdamu (1928).

## Kariera
W 1928 reprezentował Królestwo Węgier na letnich igrzyskach olimpijskich w Amsterdamie. Szobolevszky przegrał swój pierwszy pojedynek w kategorii lekkiej z Polakiem Witoldem Majchrzyckim.
W półfinale Mistrzostw Europy 1930 Szobolevszky pokonał reprezentanta Finlandii Kaarlo Väkevä. W walce o złoty medal przegrał z Włochem Mario Bianchinim. W 1930 był również mistrzem Węgier w kategorii półśredniej.
Zmarł tragicznie (utonął wraz z córeczką w Dunaju podczas próby przepłynięcia go łodzią).